# Bislev
Bislev er en landsby i Himmerland med 202 indbyggere  (2024), beliggende i Bislev Sogn 5 km. syd for Nibe. Byen ligger i Region Nordjylland og hører til Aalborg Kommune.
I Bislev ligger desuden Bislev Mejeri, et ostemejeri ejet af Arla Foods.